# José Ángel Gómez Iglesias
José Ángel Gómez Iglesias, conocido artísticamente como Defreds (Vigo, 1984), es un escritor español de narrativa corta que ha vendido más de 500.000 ejemplares, principalmente en España y Latinoamérica.

## Reseña biográfica
En 2011, Iglesias creó su cuenta en Twitter con el seudónimo “Defreds” y allí comenzó a escribir pequeñas frases y relatos. A finales de 2014 la editorial Frida Ediciones (Ahora, “Mueve tu lengua”) le contactó para ofrecerle la posibilidad de editar un primer libro. En 2021 ese primer libro ha vendido más de 150.000 ejemplares. Suele publicar más de un libro por año y ha realizado giras y firmas por librerías y ferias del libro por toda España. Es uno de los artistas vigueses más mediáticos en la actualidad. 
En 2015 publicó su primer libro con ‘Mueve tu Lengua’(Frida en aquella época) publicó sus tres primeros títulos. 
En 2017 firma con la Editorial Planeta, en concreto con el sello Espasa. Desde entonces todos sus libros son publicados por dicha editorial.
En noviembre de 2017 da una charla en la Feria Internacional del Libro de Guadalajara en México (el evento editorial más importante de Iberoamérica) y a finales de 2019 hace una firma de libros en Londres, lugar poco habitual para escritores españoles.
En noviembre de 2021 firma por primera vez en Ecuador, en las ciudades de Quito y Guayaquil con lleno absoluto.
En mayo de 2020 (durante el confinamiento por la COVID-19), Defreds participó junto a otros escritores en una videoconferencia con los Reyes de España durante la que conversaron sobre el estado y las necesidades de la cultura en ese momento. 
En 2021, en colaboración con IKEA a través de la campaña "ArrimarElHombro", consiguió financiar la obra de reforma de las instalaciones de Alento y Discamino, asociación de daño cerebral.
Sus lectores son de todas las edades y suele ser habitual su presencia en ferias del libro nacionales como 'Cuenca Lee' donde fue entrevistado por jóvenes estudiantes de periodismo 
Sus orígenes también están presentes en su obra, como es el caso de 1775 Calles, obra en la que invita al lector a descubrir Vigo, su ciudad natal 
Colaboró en la canción “De colores” del grupo Despistaos, con su composición y voz.
En noviembre de 2022 cerró con la actuación de su clásico “Ojalá siempre” el programa “Las tres puertas” presentado por María Casado. Su actuación fue uno de los videos más vistos en la web del programa.
Una de las diez calles del pueblo “Libros” situado en la provincia de Teruel lleva su nombre desde 2022. Las nueve restantes llevan el nombre de otros escritores españoles.
En 2024 inicia una campaña de colaboración con el hospital Ribera Povisa
Participó en las campañas de San Valentín de 2024 y 2025 de El Corte Inglés a nivel nacional.

## Distinciones
- Top más vendidos con sus cuatro primeros libros simultáneamente en (2017) en La Casa del Libro.[22]
- Top más vendidos con cuatro de sus libros en 2020 según la consultora GFK.[23]